# Горбуров, Григорий Фёдорович
Григорий Федорович Горбуров (5 февраля 1924, Лиманы, Березанская поселковая община — 30 января 2014, Николаев) — советский и украинский врач-онколог, Заслуженный врач Украинской ССР (1965). Почётный гражданин города Николаев (2001).

## Биография
Родился в селе Коза (ныне село Лиманы Березанского района Николаевской области).
В 1941 году окончил железнодорожную школу в городе Одесса.
Участник Великой Отечественной войны: сапёр 57-го отдельного гвардейского саперного батальона 49-й гвардейской стрелковой дивизии, гвардии красноармеец.
В 1947 году поступил на лечебный факультет Одесского медицинского института имени Н. Пирогова. После окончания института в 1953 году назначен заведующим Благодатновской участковой больницы Николаевской области. В 1955 году переведён на должность главного врача Снигиревской ЦРБ и, одновременно, районного хирурга.
С 1970 года — главный врач Николаевского областного онкологического диспансера. В 1972 году Г. Ф. Горбуров создал и бессменно возглавлял Николаевское областное научно-медицинское общество онкологов. Избирался членом правления Всеукраинского общества «Онколог».

## Научные труды
Г. Ф. Горбуров — автор более 120 научных работ, в том числе: «Переливание свежоцитратной крови и белковых кровезаменителей в условиях сельской больницы» (1957), «Потенциальное обезболивание» (1960), «Местная анестезия в работе районного хирурга и пути увеличения её возможностей» (1963), «Ранняя цитологическая диагностика рака шейки матки» (1978), «Эффективность хирургической помощи при ранней релапаротомии у онкологических больных» (1988) и др.

## Награды и почетные звания
Награждён украинским орденами «За заслуги» 1-го (16.01.2009), 2-го (05.05.2004) и 3-го (27.03.1997) степеней, Богдана Хмельницкого 3-й степени, «За мужество» 3-й степени (14.10.1999), советскими орденами Октябрьской Революции, Отечественной войны 1-й степени (11.03.1985), Трудового Красного Знамени и многими медалями.
Присвоено почётное звание «Заслуженный врач Украинской ССР» (19.11.1965). Почётный гражданин города Снигирёвка.
Решением Николаевского городского совета от 23 марта 2001 года № 29/2 присвоено звание «Почётный гражданин города Николаева».